# Грабіна (Козеницький повіт)
Грабіна (пол. Grabina) — село в Польщі, у гміні Грабув-над-Пилицею Козеницького повіту Мазовецького воєводства.
Населення — 125 осіб (2011).
У 1975-1998 роках село належало до Радомського воєводства.

## Демографія
Демографічна структура станом на 31 березня 2011 року:
|          | Загалом | Допрацездатний вік | Працездатний вік | Постпрацездатний вік |
| -------- | ------- | ------------------ | ---------------- | -------------------- |
| Чоловіки | 62      | 11                 | 47               | 4                    |
| Жінки    | 63      | 15                 | 39               | 9                    |
| Разом    | 125     | 26                 | 86               | 13                   |